# دونالد آرثر
دونالد آرثر (بالألمانية: Donald Arthur) (و. 1937 – 2016 م) هو ممثل، وممثل صوت، وكاتب سيناريو، ومغني أوبرا، من الولايات المتحدة الأمريكية، ولد في مدينة نيويورك، توفي في ميونخ، عن عمر يناهز 79 عاماً.

## وصلات خارجية
- دونالد آرثر على موقع IMDb (الإنجليزية)
- دونالد آرثر على موقع ديسكوغز (الإنجليزية)
- دونالد آرثر على موقع قاعدة بيانات الفيلم (الإنجليزية)